# I LOVE YOU (オフコースのアルバム)
『I LOVE YOU』（アイ・ラブ・ユー）は、1982年7月1日に発売されたオフコース通算10作目のオリジナル・アルバム。

## 解説
レコーディングは前作『over』のレコーディングを終えた2週間後から開始された。アルバムのミックス・ダウンはビル・シュネーが『We are』から引き続き手がけているが、リリース・スケジュールの都合上コンサート・ツアーと並行してのレコーディングだったため、これまでのようにメンバー全員が渡米してロサンゼルスのチェロキー・スタジオで行うのでなく、ビルが来日して、東京のスタジオで行われた。なお、アルバムの先行シングル「YES-YES-YES」はビルの来日を待たず、メンバーが自らミックス・ダウンを行っている。ボーカル・レコーディングはミキサーとして木村史郎のほかに蜂屋量夫も参加して、二つのスタジオで並行して行われた。
A-2「素敵なあなた」とA-3「愛のゆくえ」は、後に鈴木が『FORWARD』にてセルフ・カヴァーしている。
A-4「哀しき街」は、『over』レコーディング時にバック・トラックのみ録音されていた曲。大間によれば「せつなくて」同様、当初は大間が詞を書くことになっていたが、納得のいく詞がどうしても書けなかったため小田が一晩で書き上げた。大間はこんな短期間でこれだけ質の高い詞を書ける小田に改めて感心したという。この曲は後に松尾がミニ・アルバム『せつなくて』のカップリング曲としてセルフ・カヴァーしているが、そこでは清水がコーラスで参加している。オフコース解散後、松尾・清水・大間の3人で結成された“A.B.C”では、あまり演奏されないオフコース時代の楽曲の中で数少ないレパートリーとして取り上げられた。
B-2「きっと同じ」のアコースティック・ギターは最初、小田が自ら演奏するつもりで何度か試したものの今ひとつ思うような音が出せなかったため、鈴木が弾いた。「やっぱりうまいや」と言って、鈴木の演奏したテープを回しながらヴォーカルの吹き込みを始めたという。
B-3「かかえきれないほどの愛」での子供たちのSE（効果音）は、マネージャーの上野博の子供たちとその友人数人を集めて、近所の公園で録音された。
B-5「I LOVE YOU」はアルバム用に再レコーディングされているが、途中で小田が「ちょっと皮肉っぽくやりたくなった」として、ジョン・レノンの死を告げる新聞記事をビルの友人がニュース調に読み、ミックスで重ねられている。
アルバム収録曲が記載されたレコード中袋表面のメンバー写真は“We are”ツアーでのライブ映像の静止画像が使われている。

## 収録曲
| 全編曲: オフコース。 |                  |          |          |       |
| #                    | タイトル         | 作詞     | 作曲     | 時間  |
| 1.                   | 「YES-YES-YES」  | 小田和正 | 小田和正 | 3'48" |
| 2.                   | 「素敵なあなた」 | 鈴木康博 | 鈴木康博 | 5'14" |
| 3.                   | 「愛のゆくえ」   | 鈴木康博 | 鈴木康博 | 5'09" |
| 4.                   | 「哀しき街」     | 小田和正 | 松尾一彦 | 5'56" |

| 全編曲: オフコース。 |                              |                              |          |       |
| #                    | タイトル                     | 作詞                         | 作曲     | 時間  |
| 1.                   | 「揺れる心」                 | 鈴木康博                     | 鈴木康博 | 4'03" |
| 2.                   | 「きっと同じ」               | 小田和正                     | 小田和正 | 1'52" |
| 3.                   | 「かかえきれないほどの愛」   | 清水仁 · 大間仁世 · 松尾一彦 | 松尾一彦 | 4'16" |
| 4.                   | 「決して彼等のようではなく」 | 小田和正                     | 小田和正 | 4'44" |
| 5.                   | 「I LOVE YOU」               | 小田和正                     | 小田和正 | 5'31" |

## クレジット
| Produced & Arranged by OFF COURSE         |
| Keyboards KAZUMASA ODA                    |
| Guitars YASUHIRO SUZUKI                   |
| Electrc Bass HITOSHI SHIMIZU              |
| Drums & Percussion HITOSE “Jiro” OMA      |
| Guitars KAZUHIKO MATSUO                   |
|                                           |
| Strings TAMANO Strings Section            |
| Saxophone JAKE CONSEPTION SYUNZO SUNAHARA |
| Trumpet SHIN KAZUHARA MASAHIRO KOBAYASHI  |
| Trombone EIJI ARAI YASUO HIRAUCHI         |
|                                           |
| Exective Produder TOSHIFUMI MUTOH         |

| Recording Engineer | SHIROH KIMURA RYOJI HACHIYA |

| Mixing Engineer BILL SCHNEE                    |
| Assistant Engineer SUSUMU MERA・HITOSHI HIRUMA |

| Manager | KAZUHIKO NISHIZAWA・HIROSHI UENO KAZUTOYO KOUCHI・KANAME TOGASHI・SHINICHI TAKESHITA |

| Assistant Manager FUMITO YANAI・AKIRA KIKUCHI                    |
|                                                                  |
| Recorded at FREEDOM STUDIO A & B from 11/30/'81 to 6/5/'82       |
| Remixed at FREEDOM STUDIO A & B from 6/3/'82 to 6/6/'82          |
|                                                                  |
| Graphic Concept HIROYUKI FUKUZATO                                |
| Design NOBUYOSHI MINEGISHI・FUMIO AKAMINE                        |
| Coordinator EMI KAJITA                                           |
| Photography MASASHI “TAMJIN” TAMURA・YUKIO                       |
| Special Thanks to                                                |
| TOSHIBA EMI CO.,LTD.                                             |
| Pacific Music Publishing CO.,LTD.                                |
| FAIRWAY MUSIC CO.,LTD.                                           |
| OFF COURSE COMPANY                                               |
| FREEDOM STUDIO                                                   |
| MAC STUDIO                                                       |
| Ibanez                                                           |
| Fujigengakki CO.,LTD.                                            |
| Ludwig & Zildjian imported by NONAKA BOEKI CO.,LTD.              |
| SHOZO KINOSHITA (TAD technical audio division)                   |
| MAKOTO SUGIMOTO                                                  |
| FUMIKO SHINODA                                                   |
|                                                                  |
| ©1982 Fairway Music Co. Ltd, & Pacific Music Publishing Co. Ltd. |

## TOCT-25645, TOCT-95045

### 解説
2005年、レコード・デビュー35周年にあわせ“オリジナル・アルバム15タイトル紙ジャケット・シリーズ”としてエキスプレス・レーベル在籍中のオリジナル作品がリイシュー。24ビット・デジタル・リマスタリング、オリジナルLP装丁を復刻した紙ジャケット仕様でリリースされた。2009年にはSHM-CDフォーマット、通常のプラ・ケース仕様で再発された。

### 収録曲
1. YES-YES-YES
2. 素敵なあなた
3. 愛のゆくえ
4. 哀しき街
5. 揺れる心
6. きっと同じ
7. かかえきれないほどの愛
8. 決して彼等のようではなく
9. I LOVE YOU

### クレジット
- リマスタリング・エンジニア：行方洋一
- ジャケット資料協力：喜多雅美（サウンドステーション）
- ライナーノーツ：田家秀樹

## レコーディング
| 日付     | 時間           | スタジオ                     | スタジオ | 作業工程 |                                      |                                      |
| 1981年   | 1981年         | 1981年                       | 1981年 | 1981年 |                                      |                                      |
| -------- | -------------- | ---------------------------- | --- | --- | ------------------------------------ | ------------------------------------ |
| 11月15日 | 13:00 -        | 渋谷・MACスタジオ            | 渋谷・MACスタジオ | 次のアルバムの方針および、「over」ツアーのステージ・イメージ作りについてのミーティング。 |                                      |                                      |
| 11月16日 | 15:00 -        | 渋谷・MACスタジオ            | 渋谷・MACスタジオ | 同月24日にNHK『若い広場』で撮影する「愛の中へ」の練習。 |                                      |                                      |
| 11月17日 | 15:00 -        | 渋谷・MACスタジオ            | 渋谷・MACスタジオ | 前日同様「君におくる歌」の練習。 また、アルバム『over』からなるべく早くシングル・カットをする話が出て、A面は「言葉にできない」に決定。B面は明日決める事となった。 |                                      |                                      |
| 11月18日 | 15:00 - 20:00  | 渋谷・MACスタジオ            | 渋谷・MACスタジオ | シングルB面は、多数決で「君におくる歌」に決定。 初めて、新しいアルバムの最初の音出し。曲は仮タイトル「松-1」（かかえきれないほどの愛）。 |                                      |                                      |
| 11月19日 | 13:00 -        | 渋谷・MACスタジオ            | 渋谷・MACスタジオ | 24日まで曲作り期間のためしばらく休みとなるため、セッティングされた楽器類をトラックに収納。このほか、ミーティングと取材。 |                                      |                                      |
| 11月24日 | 13:00 -        | 渋谷・MACスタジオ            | 渋谷・MACスタジオ | 新しい曲の譜面が上がってこず、アルバムに対する考え方のミーティング。 |                                      |                                      |
| 11月25日 | 13:00 -        | 渋谷・MACスタジオ            | 渋谷・MACスタジオ | 「松-1」リズム決め。 |                                      |                                      |
| 11月27日 | 21:00 -        | 渋谷・MACスタジオ            | 渋谷・MACスタジオ | 「Yass-1」（揺れる心）の音出し。 |                                      |                                      |
| 11月30日 | 13:00 - 23:00  | 渋谷・MACスタジオ            | 渋谷・MACスタジオ | 「松-1」の音出し。 アルバム・タイトルについてのミーティング。 |                                      |                                      |
| 12月01日 | 14:00 - 24:00  | 大久保・フリーダム・スタジオ | Aスタジオ | 16:00にスタジオ入りした小田は「ODA-1」（YES-YES-YES）を18:00頃に仕上げ、自身によるCP-80からレコーディングを開始。 次いで鈴木のギター入れ。その後大間のドラムスとタンバリンおよび、松尾のギターを入れようとしたがまとまらず一旦終了。                                                 |                                      |                                      |
| 12月02日 | 14:00 - 24:00  | 大久保・フリーダム・スタジオ | Aスタジオ | 「松-1」レコーディング。 20:00から「Yass-1」のリズム録り。 |                                      |                                      |
| 12月03日 | 14:00 - 24:00  | 大久保・フリーダム・スタジオ | Aスタジオ | 「ODA-1」の小田のCP-80のみ、リアル・ドラムでテンポを決めてレコーディング。 |                                      |                                      |
| 12月04日 | 14:00 - 24:00  | 大久保・フリーダム・スタジオ | Aスタジオ | 「ODA-1」に鈴木のアコースティック・ギター、清水のエレキ・ベース、小田のプロフェット5をレコーディング。 21:00より、大間のドラムスとタンバリンをレコーディング。 |                                      |                                      |
| 12月05日 | 15:00 - 23:00  | 大久保・フリーダム・スタジオ | Aスタジオ | 「ODA-1」に小田のプロフェット5、清水のエレキ・ベースをレコーディング。 その後、「Yass-1」に大間のティンバレスをレコーディング。 |                                      |                                      |
| 12月06日 | 14:00 -        | 大久保・フリーダム・スタジオ | Aスタジオ | 「松-1」に松尾のエレキ・ギターとアコースティック・ギターをレコーディング。 19:00から「Yass-1」に鈴木のエレキ・ギターと小田のプロフェット5をレコーディング。 |                                      |                                      |
| 12月07日 | 14:00 - 18:00  | 大久保・フリーダム・スタジオ | Aスタジオ | 「松-1」に松尾のエレキ・ギターをレコーディングし、すべて終了。 翌日からはMACスタジオにてツアー・リハーサル開始のため、レコーディングはこの日からしばらく休みとなる。 |                                      |                                      |
| 1982年   |                |                              | | |                                      |                                      |
| 3月12日  | 13:00 - 19:00  | 大久保・フリーダム・スタジオ | Aスタジオ | レコーディング再開のため楽器の仕込み。メンバーはミーティング。 |                                      |                                      |
| 3月13日  | 15:00 -        | 大久保・フリーダム・スタジオ | Aスタジオ | スタジオ改装後、初の音出し。 新しい設備が入っているため、音の感覚がつかめず、前年12月に録音した3曲を聞き直し、 音作りのために「メインストリートをつっ走れ」「一億の夜を越えて」「のがすなチャンスを」を演奏して、聞いてみる。                                                        |                                      |                                      |
| 3月14日  | 15:00 - 19:00  | 大久保・フリーダム・スタジオ | Aスタジオ | 「ODA-2」（決して彼らのようではなく）の音出し。 |                                      |                                      |
| 3月15日  |                | 大久保・フリーダム・スタジオ | Aスタジオ | 翌日からのツアーのため、楽器の搬出。 | 翌日からのツアーのため、楽器の搬出。 | 翌日からのツアーのため、楽器の搬出。 |
| 4月19日  | 15:00 - 21:00  | 大久保・フリーダム・スタジオ | Aスタジオ | 小田・鈴木は譜面を上げる作業。その間、大間のドラムス、清水のエレキ・ベース、松尾のエレキ・ギターの音作り。 |                                      |                                      |
| 4月20日  | 15:00 - 24:00  | 大久保・フリーダム・スタジオ | Aスタジオ | 小田、「ODA-3」（きっと同じ）のリハーサル。その後、全員で音出し。 |                                      |                                      |
| 4月21日  | 15:00 -        | 大久保・フリーダム・スタジオ | Aスタジオ | 15:00よりテレビ番組のミーティング。 16:00より「ODA-3」「Yass-3」（愛のゆくえ）の音出し。 22:00より「ODA-2」にリアル・ドラムに合わせ、小田のプロフェット5、大間のドラムス、清水のエレキ・ベースをレコーディング。                                                                     |                                      |                                      |
| 4月22日  | 13:00 - 24:00  | 大久保・フリーダム・スタジオ | Aスタジオ | 「ODA-2」に大間のタム、小田のプロフェット5、CP-80をレコーディング。 21:00より「Yass-2」（素敵なあなた）のリハーサル。 |                                      |                                      |
| 4月23日  | 13:00 - 24:00  | 大久保・フリーダム・スタジオ | Aスタジオ | 「ODA-2」に小田のCP-80、タンバリンをレコーディング。 「Yass-3」に鈴木のエレキ・ギター、小田のCP-80、清水のエレキ・ベースをレコーディング。 |                                      |                                      |
| 4月24日  | 13:00 - 25:00  | 大久保・フリーダム・スタジオ | Aスタジオ | 「ODA-3」、Aパターン、Bパターンを聞いてみたが、どちらも出来が今一つとの結論に至る。 「Yass-2」リハーサル。 |                                      |                                      |
| 4月26日  | 14:00 -        | 大久保・フリーダム・スタジオ | Aスタジオ | 「ODA-4」のリハーサルを小田、清水、大間でやってみるが、この曲は後に没となった。 「Yass-2」に清水のエレキ・ベース、小田のプロフェット5、鈴木のエレキ・ギターをレコーディング。 |                                      |                                      |
| 4月27日  | 13:00 - 25:30  | 大久保・フリーダム・スタジオ | Aスタジオ | 「Yass-2」に鈴木のクラビネット、プロフェット5、大間のタム、鈴木のエレキ・ギターをレコーディング。 21:00より「ODA-4」のリハーサル。 |                                      |                                      |
| 4月28日  | 14:00 - 26:00  | 大久保・フリーダム・スタジオ | Aスタジオ | 「ODA-4」のレコーディング。 |                                      |                                      |
| 4月29日  | 13:00 -        | 大久保・フリーダム・スタジオ | Aスタジオ | 「松-1」にプロフェット5のレコーディング。 24:00より次のツアー先の札幌へ楽器を移動させるため楽器のバラシ。 25:00より全員でこれまで録った音の試聴会をスタジオで実施。 |                                      |                                      |
| 5月11日  | 11:00 -        | 大久保・フリーダム・スタジオ | Aスタジオ | 札幌から戻ってきた機材の搬入を半日かけて実施。夕方からレコーディング再開。 |                                      |                                      |
| 5月12日  | 13:00 - 24:00  | 大久保・フリーダム・スタジオ | Aスタジオ | レコーディング。その後、翌日からのツアー先の名古屋へ移動のため、楽器車に積み込む。 |                                      |                                      |
| 5月22日  | 15:00 - 26:20  | 大久保・フリーダム・スタジオ | Aスタジオ | この日からフリーダムのA、Bの両スタジオを同時使用。 15:00から「Yass-2」のエレキ・ギターをレコーディング。「ODA-1」に大間のティンパニーをレコーディング。 前回のレコーディングでバック・トラックのみレコーディングされていた「松-前」（哀しき街）の仮メロ入れ。 「松-1」の仮メロ入れ。 |                                      |                                      |
| 5月22日  | 15:00 - 26:20  | 大久保・フリーダム・スタジオ | Bスタジオ | 「ODA-3」のアコースティック・ギターをレコーディング。初めは小田の1本だけの予定だったが、やや弱いということで鈴木がマーチンを弾く。 その後、「ODA-3」に小田のプロフェット5をレコーディング。                                                                                          |                                      |                                      |
| 5月23日  | 15:00 -        | 大久保・フリーダム・スタジオ | Aスタジオ | 「松-1」に小田のプロフェット5をレコーディング。「ODA-4」に松尾のエレキ・ギターをレコーディング。 |                                      |                                      |
| 5月23日  | 15:00 -        | 大久保・フリーダム・スタジオ | Bスタジオ | 15:00から歌詞を考える部屋に使用。 |                                      |                                      |
| 5月24日  | 15:00 -        | 大久保・フリーダム・スタジオ | Aスタジオ | 「I LOVE YOU」にメンバー全員がそれぞれコーラスをレコーディング。「ODA-3」に初めて歌とコーラスを入れる。 |                                      |                                      |
| 5月24日  | 15:00 -        | 大久保・フリーダム・スタジオ | Bスタジオ | 24:00から松尾の曲の歌詞を考える部屋に使用。 |                                      |                                      |
| 5月25日  | 15:00 -        | 大久保・フリーダム・スタジオ | Aスタジオ | 「ODA-1」に小田の歌入れ。この時、この曲をシングル・リリースできないかという声がメンバーから上がる。 |                                      |                                      |
| 5月25日  | 15:00 -        | 大久保・フリーダム・スタジオ | Bスタジオ | 鈴木の曲の歌詞を考える部屋に使用。 |                                      |                                      |
| 5月26日  | 15:00 -        | 大久保・フリーダム・スタジオ | Aスタジオ | 「ODA-1」に小田のボーカルをレコーディング。 「松-1」に松尾の仮歌入れ。 |                                      |                                      |
| 5月26日  | 15:00 -        | 大久保・フリーダム・スタジオ | Bスタジオ | 25:00から「ODA-2」に大間のドラムスを逆回転レコーディング。 |                                      |                                      |
| 5月26日  | 15:00 -        | 大久保・フリーダム・スタジオ | 「ODA-1」のシングル・カットについて全員でミーティング。その結果、今回は見送る事になる。 | |                                      |                                      |
| 5月27日  | 15:00 - AM6:00 | 大久保・フリーダム・スタジオ | Aスタジオ | 「Yass-3」に鈴木の仮歌入れ。「ODA-2」に小田の仮歌入れ。 |                                      |                                      |
| 5月27日  | 15:00 - AM6:00 | 大久保・フリーダム・スタジオ | 前日、いったんは見送ることが決まった「ODA-1」のシングル・カットについて再度ミーティング。シングル・カットすることが夕方、決定する。 | |                                      |                                      |
| 5月28日  | 15:00 -        | 大久保・フリーダム・スタジオ | Aスタジオ | 「ODA-1」のトラック・ダウン。発売は6月10日と決まる。 |                                      |                                      |
| 5月28日  | 15:00 -        | 大久保・フリーダム・スタジオ | 夕方、カメラマンの田村仁が来て、ジャケット用の写真撮影を行う。撮影後、田村はオフィスに戻り現像、紙焼き。23:00に仕上がる。 これをスタジオでメンバーに見せた後、すぐにジャケット・デザインのためにデザイナーのHIROデザイン・ルームへ行く。デザインの上りは朝5:00。 これを朝一番に印刷所へ納入。 | |                                      |                                      |
| 5月28日  | 15:00 -        | 大久保・フリーダム・スタジオ | Bスタジオ | 「松-前」に松尾の仮歌入れ。「Yass-2」に鈴木の仮歌入れ。 |                                      |                                      |
| 5月29日  | 15:00 - 27:30  | 大久保・フリーダム・スタジオ | Aスタジオ | 「Yass-2」に鈴木の仮歌入れ。「ODA-2」に小田のボーカルとコーラスをレコーディング。「Yass-3」に鈴木のボーカルをレコーディング。 |                                      |                                      |
| 5月29日  | 15:00 - 27:30  | 大久保・フリーダム・スタジオ | Bスタジオ | 「松-前」に松尾のボーカルをレコーディング。二つのスタジオで同時にレコーディングを行うため、蜂屋量夫が参加。この日はAM3:30で終了。 |                                      |                                      |
| 5月29日  | 15:00 - 27:30  | 大久保・フリーダム・スタジオ | 小田と松尾は翌日からの次のツアー先である仙台に移動する機材車に同乗して一足先に向かう。 | |                                      |                                      |
| 6月02日  | 19:00 -        | 大久保・フリーダム・スタジオ | Aスタジオ | 「Yass-2」に鈴木のボーカルとコーラスをレコーディング。 |                                      |                                      |
| 6月02日  | 19:00 -        | 大久保・フリーダム・スタジオ | Bスタジオ | 「ODA-2」のボーカル録り直し。「松-前」に松尾と小田のコーラスをレコーディング。 |                                      |                                      |
| 6月02日  | 19:00 -        | 大久保・フリーダム・スタジオ | この日、アメリカからビル・シュネーがトラック・ダウンのため来日。作業は3日からの予定だったが、前触れもなしに20:00ごろスタジオに現れる。 | |                                      |                                      |
| 6月03日  | 12:00 - 20:00  | 大久保・フリーダム・スタジオ | Aスタジオ | ビル・シュネーによるトラック・ダウン開始（「YES-YES-YES」）。 |                                      |                                      |
| 6月04日  | 12:00 - 20:00  | 大久保・フリーダム・スタジオ | Aスタジオ | 18:00までトラック・ダウン（「きっと同じ」、「素敵なあなた」）。 18:30から子供のコーラス・レコーディング。少年少女合唱団の女子10人に頼んだが上手すぎたため、スタジオの喫茶店の店員に近所の子供たち10人ほどを集めてもらって、コーラスを重ねる。                                        |                                      |                                      |
| 6月04日  | 12:00 - 20:00  | 大久保・フリーダム・スタジオ | Bスタジオ | マネージャー上野博の子供2人と、その友達数人に集まてもらって近所の公園で録音した「松-1」の子供たちのSEの調整。 |                                      |                                      |
| 6月04日  | 12:00 - 20:00  | 九段下・一口坂スタジオ       | 九段下・一口坂スタジオ | 18:00から「Yass-3」のストリングス・ダビング。 20:30から「ODA-2」のブラス・ダビング（ホーン×2、トランペット×2、サックス×2）。この後、「松-前」にもサックス・ソロをダビング。 |                                      |                                      |
| 6月05日  | 12:00 - 17:00  | 大久保・フリーダム・スタジオ | Aスタジオ | トラック・ダウン（「かかえきれないほどの愛」、「哀しき街」、「愛のゆくえ」）。 |                                      |                                      |
| 6月06日  | 12:00 -        | 大久保・フリーダム・スタジオ | Aスタジオ | トラック・ダウン（「YES-YES-YES」やり直し、「揺れる心」、「決して彼等のようではなく」、「I LOVE YOU」）。レコーディング作業はすべて終了。 この後、曲順を決め、翌日からの大阪フェスティバルホール5日間公演のため移動。                                                                |                                      |                                      |

## リリース履歴
| #  | 発売日         | リリース                                 | 規格                   | 品番         | 備考 |
| -- | -------------- | ---------------------------------------- | ---------------------- | ------------ | --- |
| 1  | 1982年7月1日   | エキスプレス ⁄ 東芝EMI                   | LP                     | ETP-90180    | 帯の代わりにステッカーが貼られる。レーベルがアルバム独自のデザインになる。                                  |
| 1  | 1982年7月1日   | エキスプレス ⁄ 東芝EMI                   | CT                     | ZT28-1201    | カセット同時発売。                                                                                          |
| 2  | 1983年         | エキスプレス ⁄ 東芝EMI                   | CD                     | CA35-1002    | 初CD化（以降全てアーティスト非監修による再発）。                                                            |
| 3  | 1985年9月28日  | エキスプレス ⁄ 東芝EMI                   | CD                     | CA32-1167    | 品番および価格改定。                                                                                        |
| 4  | 1987年7月5日   | エキスプレス ⁄ 東芝EMI                   | CD                     | CA25-1490    | オリジナル・アルバム+ボーナス・ディスクの12枚組CD-BOX『OFF COURSE BOX』(CA25-1480~1490)の中の1枚。          |
| 4  | 1987年7月5日   | エキスプレス ⁄ 東芝EMI                   | CT                     | ZH22-1860    | オリジナル・アルバム+ボーナス・カセットの12本組カセットBOX『OFF COURSE BOX』(ZH22-1850-60)の中の1本。       |
| 5  | 1991年6月7日   | エキスプレス ⁄ 東芝EMI                   | CD                     | TOCT-6212    | |
| 6  | 1993年11月24日 | エキスプレス ⁄ 東芝EMI                   | CD                     | TOCT-8203    | |
| 7  | 1998年2月25日  | エキスプレス ⁄ 東芝EMI                   | CD                     | TOCT-10093   | Q盤シリーズでの再発。                                                                                       |
| 8  | 1998年11月18日 | エキスプレス ⁄ 東芝EMI                   | CD                     | TOCT-10551   | オリジナル・アルバム+ライブ・アルバム全13タイトルの14枚組CD-BOX『OFF COURSE BOX』(TOCT-10542~55)の中の1枚。 |
| 9  | 2002年2月8日   | エキスプレス ⁄ 東芝EMI                   | CD                     | TOCT-10783   | スーパーリマスタリングシリーズでの再発。                                                                    |
| 10 | 2005年3月24日  | エキスプレス ⁄ 東芝EMI                   | CD                     | TOCT-25645   | 紙ジャケット仕様。24ビット・デジタル・リマスタリング音源による再発。                                        |
| 11 | 2009年1月21日  | エキスプレス ⁄ EMIミュージック・ジャパン | SHM-CD                 | TOCT-95045   | |
| 12 | 2013年7月10日  | EMIミュージック・ジャパン                | ダウンロード           | （品番なし） | |
| 13 | 2018年6月21日  | ユニバーサル ミュージックLLC             | ハイレゾ・ダウンロード | （品番なし） | 192kHz/24bit・ハイレゾ音源での配信。                                                                        |